# 小行星6601
小行星6601（英語：6601）是一颗围绕太阳公转的小行星。1988年12月7日，上田清二、金田宏在钏路市发现了此天体。
这颗小行星的绝对星等为270.8279093330239等。